# 4e étape du Tour de France 1935
Pour un article plus général, voir Tour de France 1935.
La 4e étape du Tour de France 1935 s'est déroulée le dimanche 7 juillet.
Les coureurs relient Metz, en Moselle, à Belfort, dans le Territoire de Belfort, au terme d'un parcours de 220 kilomètres.
L'étape est marquée par la première grande ascension de l'édition avec le Ballon d'Alsace, comptant pour le classement de la montagne.
Le Belge Jean Aerts gagne l'étape tandis que son compatriote Romain Maes conserve la tête du classement général.
L'étape n’entraîne pas d'élimination, 84 coureurs restent qualifiés.

## Parcours
Le départ est donné à Metz, puis les coureurs traversent les communes de Jouy-aux-Arches, Arnaville, Vandières, Pont-à-Mousson, Dieulouard, Belleville, Frouard, Champigneulles, Nancy, Vandœuvre, Richarménil, Flavigny-sur-Moselle, Crévéchamps, Neuviller-sur-Moselle, Bainville-aux-Miroirs, Gripport, Charmes, Vincey, Igney, Chavelot, Golbey, Épinal, Arches, Pouxeux, Longuet (Saint-Nabord), Remiremont, Lepauges, Saulx, Ramonchamp, Le Thillot.
À partir de Saint-Maurice-sur-Moselle, les coureurs abordent l'ascension du Ballon d'Alsace (1 256 m), puis redescendent vers Belfort où est jugée l'arrivée en passant par le Châlet Bonaparte, Lepuix, Giromagny et Valdoie.

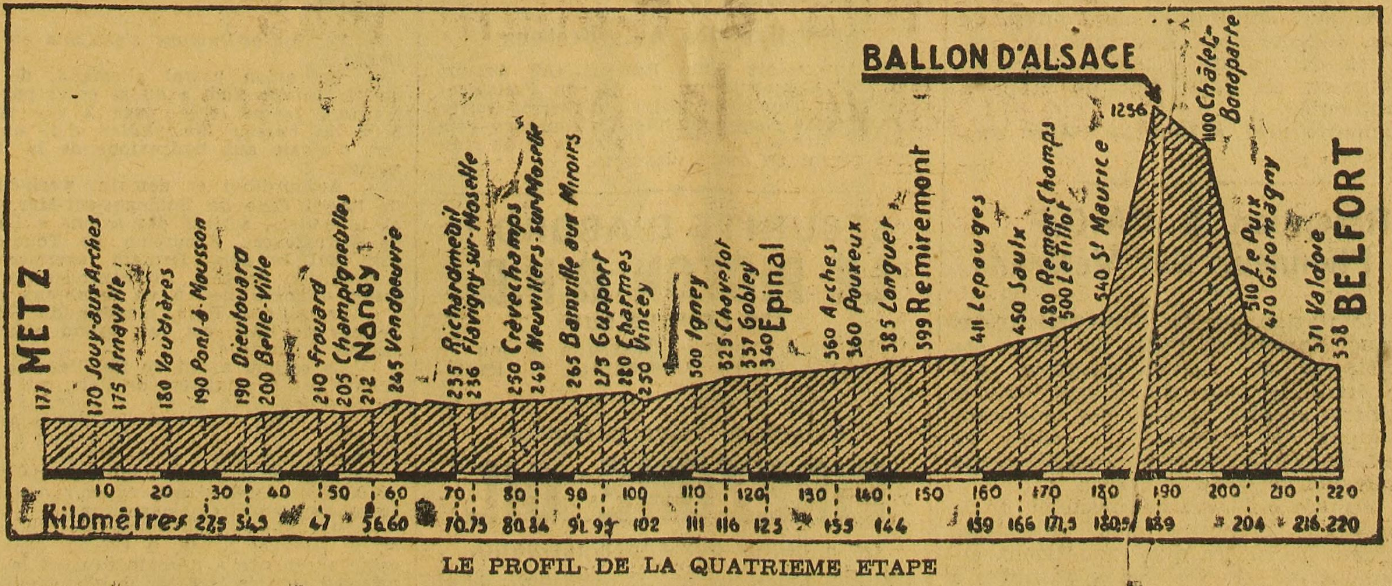
Profil de la 4e étape.

## Déroulement de la course
Au niveau de la commune d'Arches (km 155), le Suisse Leo Amberg et l'Allemand Otto Weckerling s'échappent.
Amberg compte, au bas de l'ascension, 1'35 d'avance sur Charles Berty, 2'30 sur Félicien Vervaecke, Jules Lowie et Antoine Dignef, 2'45 sur André Leducq et Gabriel Ruozzi, 3' sur Oskar Thierbach et Eugenio Gestri. Le peloton est pointé 5'.
Au sommet du Ballon d'Alsace, première des quinze ascension de la course comptant pour le prix de la montagne, le Belge Félicien Vervaecke passe en tête, suivi de ses compatriotes Jules Lowie (à 37 secondes) et François Neuville (à 53 secondes).
Jean Aerts bat Gustave Danneels au sprint sur la piste du vélodrome du Champ-de-Mars à Belfort.

## Classements

### Prix du meilleur grimpeur
| Classement de la montagne | Classement de la montagne | Classement de la montagne | Classement de la montagne | Classement de la montagne |
| Coureur                   | Coureur                   | Pays                      | Équipe                    | Points                    |
| ------------------------- | ------------------------- | ------------------------- | ------------------------- | ------------------------- |
| 1er                       | Félicien Vervaecke        | Belgique                  | Alcyon-Dunlop             | 10 pts                    |
| 2e                        | Jules Lowie               | Belgique                  |                           | 9 pts                     |
| 3e                        | François Neuville         | Belgique                  |                           | 8 pts                     |
| 4e                        | Antoine Dignef            | Belgique                  |                           | 7 pts                     |
| 5e                        | Léo Amberg                | Suisse                    |                           | 6 pts                     |

### Classement de l'étape
| \| Classement de l'étape \| Classement de l'étape \| Classement de l'étape \| Classement de l'étape \| Classement de l'étape \| \| Coureur \| Coureur \| Pays \| Équipe \| Temps \| \| --------------------- \| --------------------- \| --------------------- \| --------------------- \| --------------------- \| \| 1er \| Jean Aerts \| Belgique \| Alcyon-Dunlop \| \| \| 2e \| Gustave Danneels \| Belgique \| Alcyon-Dunlop \| \| \| 3e \| François Neuville \| Belgique \| \| \| \| 4e \| Oskar Thierbach \| Allemagne \| \| \| \| 5e \| Félicien Vervaecke \| Belgique \| Alcyon-Dunlop \| \| \| 6e \| Romain Maes \| Belgique \| Alcyon-Dunlop \| \| \| 7e \| Vasco Bergamaschi \| Italie \| \| \| \| 8e \| Antoine Dignef \| Belgique \| \| \| \| 9e \| Georg Umbenhauer \| Allemagne \| \| \| \| 10e \| Roger Lapébie \| France \| \| \| |                    |           |               |       |
| |                    |           |               |       |
| |                    |           |               |       |
| Classement de l'étape |                    |           |               |       |
| Coureur | Coureur            | Pays      | Équipe        | Temps |
| 1er | Jean Aerts         | Belgique  | Alcyon-Dunlop |       |
| 2e | Gustave Danneels   | Belgique  | Alcyon-Dunlop |       |
| 3e | François Neuville  | Belgique  |               |       |
| 4e | Oskar Thierbach    | Allemagne |               |       |
| 5e | Félicien Vervaecke | Belgique  | Alcyon-Dunlop |       |
| 6e | Romain Maes        | Belgique  | Alcyon-Dunlop |       |
| 7e | Vasco Bergamaschi  | Italie    |               |       |
| 8e | Antoine Dignef     | Belgique  |               |       |
| 9e | Georg Umbenhauer   | Allemagne |               |       |
| 10e | Roger Lapébie      | France    |               |       |

### Classement général à l'issue de l'étape
| \| Classement général \| Classement général \| Classement général \| Classement général \| Classement général \| \| Coureur \| Coureur \| Pays \| Équipe \| Temps \| \| ------------------ \| ------------------ \| ------------------ \| ------------------- \| ------------------ \| \| 1er \| Romain Maes \| Belgique \| Alcyon-Dunlop \| \| \| 2e \| Antonin Magne \| France \| France-Sport-Dunlop \| \| \| 3e \| Georges Speicher \| France \| \| \| \| 4e \| Edgard De Caluwé \| Belgique \| \| \| \| 5e \| René Bernard \| France \| \| \| \| 6e \| Félicien Vervaecke \| Belgique \| Alcyon-Dunlop \| \| \| 7e \| Eugenio Gestri \| Italie \| \| \| \| 8e \| Vasco Bergamaschi \| Italie \| \| \| \| 9e \| Jules Lowie \| Belgique \| \| \| \| 10e \| René Le Grevès \| France \| \| \| |                    |          |                     |       |
| |                    |          |                     |       |
| |                    |          |                     |       |
| Classement général |                    |          |                     |       |
| Coureur | Coureur            | Pays     | Équipe              | Temps |
| 1er | Romain Maes        | Belgique | Alcyon-Dunlop       |       |
| 2e | Antonin Magne      | France   | France-Sport-Dunlop |       |
| 3e | Georges Speicher   | France   |                     |       |
| 4e | Edgard De Caluwé   | Belgique |                     |       |
| 5e | René Bernard       | France   |                     |       |
| 6e | Félicien Vervaecke | Belgique | Alcyon-Dunlop       |       |
| 7e | Eugenio Gestri     | Italie   |                     |       |
| 8e | Vasco Bergamaschi  | Italie   |                     |       |
| 9e | Jules Lowie        | Belgique |                     |       |
| 10e | René Le Grevès     | France   |                     |       |